# Corvo-marinho-pigmeu
O Corvo-marinho-pigmeu (Microcarbo pygmaeus) é uma espécie de ave suliforme da família Phalacrocoracidae. Nidifica no sudeste da Europa e no sudoeste da Ásia. É parcialmente migratório, com as populações do norte invernando mais ao sul, principalmente dentro de sua área de reprodução. É um visitante raro na Europa Ocidental.

## Taxonomia
A espécie é monotípica (não são reconhecidas subespécies).